# Route d'Occitanie 2019
La Route d'Occitanie 2019, quarantatreesima edizione della corsa, valevole come prova dell'UCI Europe Tour 2019 categoria 2.1, si svolse in quattro tappe dal 20 al 23 giugno 2019 su un percorso di 691 km, con partenza da Gignac e arrivo a Clermont-Pouyguillès, in Francia. La vittoria fu appannaggio dello spagnolo Alejandro Valverde, che completò il percorso in 18h04'42", alla media di 38,223 km/h, precedendo i colombiani Iván Sosa e Rigoberto Urán.
Sul traguardo di Clermont-Pouyguillès 98 ciclisti, su 121 partiti da Gignac, portarono a termine la competizione.

## Tappe
| Tappa  | Data      | Percorso                       | km    | Vincitore di tappa | Leader cl. generale |
| ------ | --------- | ------------------------------ | ----- | ------------------ | ------------------- |
| 1ª     | 20 giugno | Gignac > Saint-Geniez-d'Olt    | 175,5 | Alejandro Valverde | Alejandro Valverde  |
| 2ª     | 21 giugno | Labruguière > Martres-Tolosane | 187,7 | Arnaud Démare      | Alejandro Valverde  |
| 3ª     | 22 giugno | Arreau > Luchon                | 173   | Iván Sosa          | Alejandro Valverde  |
| 4ª     | 23 giugno | Gers > Clermont-Pouyguillès    | 154,8 | Arnaud Démare      | Alejandro Valverde  |
| Totale | Totale    | Totale                         | 691   |                    |                     |

## Dettagli delle tappe

### 1ª tappa
- 20 giugno: Gignac > Saint-Geniez-d'Olt – 175,5 km

| Pos. | Corridore          | Squadra  | Tempo    |
| ---- | ------------------ | -------- | -------- |
| 1    | Alejandro Valverde | Movistar | 4h44'01" |
| 2    | Eddie Dunbar       | Ineos    | s.t.     |
| 3    | Élie Gesbert       | Arkéa    | a 2"     |

| Pos. | Corridore          | Squadra  | Tempo    |
| ---- | ------------------ | -------- | -------- |
| 1    | Alejandro Valverde | Movistar | 4h43'51" |
| 2    | Eddie Dunbar       | Ineos    | a 4"     |
| 3    | Élie Gesbert       | Arkéa    | a 8"     |

### 2ª tappa
- 21 giugno: Labruguière > Martres-Tolosane – 187,7 km

| Pos. | Corridore           | Squadra | Tempo    |
| ---- | ------------------- | ------- | -------- |
| 1    | Arnaud Démare       | FDJ     | 4h50'13" |
| 2    | Christopher Lawless | Ineos   | s.t.     |
| 3    | Moreno Hofland      | EF      | s.t.     |

| Pos. | Corridore          | Squadra  | Tempo    |
| ---- | ------------------ | -------- | -------- |
| 1    | Alejandro Valverde | Movistar | 9h34'04" |
| 2    | Eddie Dunbar       | Ineos    | a 4"     |
| 3    | Élie Gesbert       | Arkéa    | a 8"     |

### 3ª tappa
- 22 giugno: Arreau > Luchon – 173 km

| Pos. | Corridore          | Squadra  | Tempo    |
| ---- | ------------------ | -------- | -------- |
| 1    | Iván Sosa          | Ineos    | 4h54'47" |
| 2    | Alejandro Valverde | Movistar | s.t.     |
| 3    | Rigoberto Urán     | EF       | a 3"     |

| Pos. | Corridore          | Squadra  | Tempo     |
| ---- | ------------------ | -------- | --------- |
| 1    | Alejandro Valverde | Movistar | 14h28'45" |
| 2    | Iván Ramiro Sosa   | Ineos    | a 8"      |
| 3    | Rigoberto Urán     | EF       | a 17"     |

### 4ª tappa
- 23 giugno: Gers > Clermont-Pouyguillès – 154,8 km

| Pos. | Corridore     | Squadra | Tempo    |
| ---- | ------------- | ------- | -------- |
| 1    | Arnaud Démare | FDJ     | 3h35'57" |
| 2    | Sacha Modolo  | EF      | s.t.     |
| 3    | Julien Simon  | Cofidis | s.t.     |

| Pos. | Corridore          | Squadra  | Tempo     |
| ---- | ------------------ | -------- | --------- |
| 1    | Alejandro Valverde | Movistar | 18h04'42" |
| 2    | Iván Sosa          | Ineos    | a 8"      |
| 3    | Rigoberto Urán     | EF       | a 17"     |

## Classifiche finali

### Classifica generale
| Pos. | Corridore          | Squadra  | Tempo     |
| ---- | ------------------ | -------- | --------- |
| 1    | Alejandro Valverde | Movistar | 18h04'42" |
| 2    | Iván Sosa          | Ineos    | a 8"      |
| 3    | Rigoberto Urán     | EF       | a 17"     |
| 4    | Tony Gallopin      | AG2R     | a 42"     |
| 5    | Eddie Dunbar       | Ineos    | a 45"     |
| 6    | Giovanni Carboni   | Bardiani | a 1'30"   |
| 7    | Joe Dombrowski     | EF       | a 1'48"   |
| 8    | Pavel Sivakov      | Ineos    | a 2'26"   |
| 9    | Nans Peters        | AG2R     | a 2'32"   |
| 10   | Óscar Rodríguez    | Euskadi  | a 2'42"   |

### Classifica a punti - Maglia verde
| Pos. | Corridore          | Squadra    | Punti |
| ---- | ------------------ | ---------- | ----- |
| 1    | Arnaud Démare      | FDJ        | 40    |
| 2    | Alejandro Valverde | Movistar   | 32    |
| 3    | Sacha Modolo       | EF         | 30    |
| 4    | David González     | Caja Rural | 24    |
| 5    | Eddie Dunbar       | Ineos      | 22    |

### Classifica scalatori - Maglia blu
| Pos. | Corridore          | Squadra  | Punti |
| ---- | ------------------ | -------- | ----- |
| 1    | Óscar Rodríguez    | Euskadi  | 22    |
| 2    | Stéphane Rossetto  | Cofidis  | 19    |
| 3    | Alejandro Valverde | Movistar | 19    |
| 4    | Loïc Chetout       | Cofidis  | 18    |
| 5    | Nans Peters        | AG2R     | 16    |

### Classifica giovani - Maglia bianca
| Pos. | Corridore        | Squadra  | Punti     |
| ---- | ---------------- | -------- | --------- |
| 1    | Iván Sosa        | Ineos    | 18h04'50" |
| 2    | Eddie Dunbar     | Ineos    | a 37"     |
| 3    | Giovanni Carboni | Bardiani | a 1'22"   |
| 4    | Pavel Sivakov    | Ineos    | a 2'18"   |
| 5    | Nans Peters      | AG2R     | a 2'24"   |

### Classifica a squadre
| Pos. | Squadra                       | Tempo     |
| ---- | ----------------------------- | --------- |
| 1    | Team Ineos                    | 54h17'44" |
| 2    | AG2R La Mondiale              | a 6'09"   |
| 3    | Euskadi Basque Country-Murias | a 15'13"  |
| 4    | Movistar Team                 | a 18'20"  |
| 5    | Caja Rural-Seguros RGA        | a 18'40"  |